# Simon Forman
Simon Forman, född 31 december 1552, död antingen 5 eller 12 september 1611, var en engelsk astrolog och alkemist. 
Han föddes i Quidhampton, Fugglestone St Peter i närheten av Salisbury, Wiltshire i England. Vid nio års ålder började Forman på en skola i Salisbury-området, men han tvingades lämna skolan efter två år, efter att hans far hade avlidit den 31 december 1563. Under de nästkommande tio åren var han lärling åt köpmannen Matthew Commin. Efter att Forman hade grälat med Commins fru fick han sluta som lärling och han flyttade istället till Oxford för att bo med sina kusiner. Han studerade astrologi och medicinsk vetenskap i ungefär ett och ett halvt år vid Magdalen College innan han flyttade till Holland.
Under 1570- och 1580-talet arbetade Forman som lärare i England under tiden som han studerade ockultismen och 1597 växte hans intresse för detta ämne. Han hade även en stor sexuell aptit, vilket ledde till att han antastade de flesta kvinnor han mötte. Forman skrev sedan ned detaljerad information om dessa aktiviteter i sin dagbok. Den 22 juli 1599 gifte han sig med sjuttonåriga Jane Baker, som hade hyrt ett av hans rum i hans hus i Lambeth. Detta dämpade dock inte hans sexuell aptit utan Forman såg snarare Baker som oerfaren älskarinna under tiden som han fortsatte att antasta andra kvinnor.
1611 lyckades Forman förutspå sin egen död. Han ska ha sagt till sin fru att han skulle dö nästkommande torsdag, vilket skedde under tiden som han befann sig på floden Themsen. Efter sin död anklagades han för att indirekt ha medverkat i mordet på Thomas Overbury och under rättegången rörande detta kallade Edward Coke honom för "djävuls-Forman", vilket fläckade hans anseende.